# 1981
1981 (MCMLXXXI) a fost un an obișnuit al calendarului gregorian, care a început într-o zi de joi.

## Evenimente

### Ianuarie
- 1 ianuarie: Grecia intră în Comunitatea Europeană, care mai târziu va deveni Uniunea Europeană.
- 15 ianuarie: Papa Ioan Paul al II-lea primește o delegație condusă de liderul Solidarității Lech Wałęsa la Vatican.
- 20 ianuarie: Ronald Reagan îi succede lui Jimmy Carter la președinția Statelor Unite. La câteva minute după ce Reagan devine al 40-lea președinte, Iranul eliberează 52 de ostatici americani care erau ținuți captivi de 444 de zile și astfel se termină criza ostaticilor din Iran.
- 22 ianuarie: La Academia Franceză are loc ședința de recepție a primei femei, scriitoarea Marguerite Yourcenar (1903-1987), autoarea romanului istoric Memoriile lui Hadrian.

### Februarie
- 9 februarie: Prim-ministrul polonez, Józef Pińkowski, demisionează și este înlocuit de generalul Wojciech Jaruzelski.

### Martie
- 11 martie: Președintele chilian, Augusto Pinochet, depune jurământul pentru o perioadă de 8 ani la președinție.
- 29 martie: Are loc prima ediție a Maratonului de la Londra cu 7.500 de alergători la start.
- 30 martie: Președintele american, Ronald Reagan, a fost împușcat și rănit, în fața unui hotel din Washington, D.C., de către un necunoscut cu probleme psihice, numit John Hinckley Jr.

### Aprilie
- 1 aprilie: În Uniunea Sovietică se întroduce ora de vară.
- 4 aprilie: Grupul britanic pop Bucks Fizz câștigă Eurovision 1981 cu piesa Making Your Mind Up.
- 12 aprilie: Lansarea primei navete spațiale NASA, Columbia.

### Mai
- 11 mai: Bob Marley moare de cancer la vârsta de 36 de ani.
- 13 mai: Papa Ioan Paul al II-lea este împușcat și rănit de Mehmet Ali Ağca, un militant ultranaționalist turc. (Două zile după Crăciunul din 1983, Papa Ioan Paul a fost la închisoare pentru a-l întâlni și pentru a-l ierta).
- 14 mai: Dumitru Dorin Prunariu devine primul cosmonaut român care a zburat în spațiul cosmic.
- 21 mai: Socialistul François Mitterrand, devine președinte al Republicii Franceze.
- 30 mai: Președintele din Bangladesh, Ziaur Rahman, este asasinat la Chittagong.

### Iunie
- 13 iunie: La ceremonia "Trooping the Colour" de la Londra, Marcus Sarjeant trage 6 gloanțe oarbe spre Regina Elisabeta a II-a a Regatului Unit.

### Iulie
- 7 iulie: Legalizarea divorțului în Spania.
- 16 iulie: Mahathir Mohamad preia funcția de prim-ministru al Malaeziei.
- 19-30 iulie: Are loc a XI-a ediție a Universiadei de vară în București, România.
- 29 iulie: La Catedrala Sf. Pavel din Londra are loc căsătoria dintre Prințul Charles și Diana Spencer. Ceremonia este televizată și are o audiență de 700 milioane de telespectatori din întreaga lume.

### August
- 1 august: Se lansează postul MTV (Music Television).
- 24 august: Grecia adoptă un nou drapel.
- 24 august: Mark David Chapman este condamnat la 20 de ani de închisoare, după ce a pledat vinovat de uciderea lui John Lennon în Manhattan, New York, Statele Unite, cu opt luni în urmă.
- 28 august: Trupele sud-africane invadează Angola.

### Septembrie
- 10 septembrie: Pictura "Guernica" a lui Picasso este mutată de la New York la Madrid.
- 19 septembrie: Simon & Garfunkel se reunesc și performeză un concert gratuit la New York în fața a aproximativ jumătate de milion de spectatori.

### Octombrie
- 6 octombrie: Președintele egiptean, Anwar Sadat, este asasinat în timpul unei parade militare de un comando integrist al Jihadului.
- 14 octombrie: Vicepreședintele Hosni Mubarak, este ales președinte al Egiptului la o săptămână după ce Anwar Sadat a fost asasinat.
- 21 octombrie: Andreas Papandreou devine prim-ministrul Greciei.
- 27 octombrie: Submarinul sovietic U-137 este capturat după ce a încălcat teritoriul suedez, în apropierea bazei navale de la Karlskrona. Guvernul suedez nu a permis submarinului să plece până la 6 noiembrie.
- 28 octombrie: Este fondată trupa americană de heavy-metal, Metallica, de către James Hetfield și Lars Ulrich.

### Noiembrie
- 1 noiembrie: Antigua și Barbuda își declară independența față de Marea Britanie.

### Nedatate
- Dan Andrei Aldea, liderul formației Sfinx, cere azil politic și se stabilește în Germania. Va reveni în România în anul 2014, după 33 de ani petrecuți în Germania.
- Constantin Noica publică Devenirea întru ființă.
- Este construit Circul de Stat din Chișinău.

## Nașteri
- 1 ianuarie: Zsolt Baumgartner, pilot auto maghiar de Formula 1
- 1 ianuarie: Vasile Maftei, fotbalist român
- 1 ianuarie: Mladen Petrić, fotbalist croat
- 1 ianuarie: Abdülkadir Koçak, boxer turc

- Pitbull, cântăreț, compozitor și rapper american
- Justin Timberlake, cântăreț, compozitor, filantrop, dansator, producător muzical, om de afaceri și actor american
- Tom Hiddleston, actor britanic
- Mirel Rădoi, fotbalist și antrenor român

- 2 ianuarie: Danielle Souza, model brazilian
- 2 ianuarie: Maxi Rodríguez, fotbalist argentinian
- 3 ianuarie: Alexandra Dinu, actriță română
- 7 ianuarie: André Astorga, fotbalist brazilian
- 8 ianuarie: Genevieve Cortese, actriță americană
- 9 ianuarie: Ionela Gâlcă, fotbalistă română
- 9 ianuarie: Euzebiusz Smolarek, fotbalist polonez
- 9 ianuarie: Dorotheea Petre, actriță română
- 9 ianuarie: Pavel Beganski, fotbalist belarus
- 10 ianuarie: Tamta (Tamta Goduadze), cântăreață greacă
- 10 ianuarie: Jared Kushner, investitor american
- 11 ianuarie: Alexandr Nesterovschi, politician din R. Moldova
- 14 ianuarie: Chiharu Niiyama, actriță japoneză
- 15 ianuarie: Pitbull (Armando Christian Pérez), cântăreț, compozitor și rapper american
- 15 ianuarie: El Hadji Diouf, fotbalist senegalez
- 15 ianuarie: Pitbull, rapper american
- 16 ianuarie: Vlad Munteanu, fotbalist român
- 18 ianuarie: Otgonbayar Ershuu, pictor mongol
- 18 ianuarie: Gabriel Cânu, fotbalist român
- 19 ianuarie: Erison da Silva Santos, fotbalist brazilian
- 19 ianuarie: Lucho González, fotbalist argentinian
- 20 ianuarie: Owen Hargreaves, fotbalist britanic
- 20 ianuarie: Cătălin Lichioiu, fotbalist român
- 20 ianuarie: Ivonne Schönherr, actriță germană
- 21 ianuarie: Michel Teló, cântăreț și compozitor brazilian
- 21 ianuarie: Lee Sun Ho, cântăreț sud-coreean
- 21 ianuarie: Vladimir Albu, regizor de film român (d. 2007)
- 21 ianuarie: Lee Sun-ho, cântăreț sud-coreean
- 22 ianuarie: Ben Moody, muzician american
- 23 ianuarie: Serghei Dadu, fotbalist din R. Moldova
- 23 ianuarie: Serghei Dadu, fotbalist moldovean
- 24 ianuarie: Maria Elena Boschi, politiciană italiană
- 25 ianuarie: Toše Proeski, cântăreț macedonean (d. 2007)
- 26 ianuarie: Edwin Ouon, fotbalist ruandez
- 26 ianuarie: Svetlana Ognjenović, handbalistă sârbă
- 28 ianuarie: Roosevelt Ezequias, fotbalist brazilian
- 28 ianuarie: Elijah Wood, actor american
- 29 ianuarie: Álex Ubago, muzician spaniol
- 30 ianuarie: Dimităr Berbatov, fotbalist bulgar
- 30 ianuarie: Peter Crouch, fotbalist britanic
- 31 ianuarie: Justin Timberlake, cântăreț, compozitor, producător muzical, dansator, filantrop, om de afaceri și actor american
- 31 ianuarie: Badr El Kaddouri, fotbalist marocan
- 31 ianuarie: Ion Luchianov, atlet din R. Moldova
- 2 februarie: Ciprian Tănasă, fotbalist român
- 2 februarie: Elena Vlădăreanu, poetă română
- 5 februarie: Nora Zehetner, actriță americană
- 9 februarie: Tom Hiddleston (Thomas William Hiddleston), actor britanic
- 9 februarie: The Rev (James Owen Sullivan), muzician american (d. 2009)
- 9 februarie: Marius Nae, fotbalist român
- 10 februarie: Andy Johnson, fotbalist britanic
- 11 februarie: Aritz Aduriz, fotbalist spaniol
- 11 februarie: Kelly Rowland, cântăreață americană
- 15 februarie: Emil Gărgorov, fotbalist bulgar
- 17 februarie: Paris Hilton, fotomodel și actriță americană de film
- 17 februarie: Joseph Gordon-Levitt, actor american
- 17 februarie: Hugo Évora, fotbalist capverdian
- 17 februarie: Tiberiu Bălan, fotbalist român
- 20 februarie: Laurențiu Florea, fotbalist român
- 22 februarie: Élodie Yung, actriță franceză
- 23 februarie: Gareth Barry, fotbalist britanic
- 23 februarie: Josh Gad, actor american
- 24 februarie: Lleyton Hewitt, jucător de tenis australian
- 24 februarie: Vadim Pistrinciuc, politician din R. Moldova
- 25 februarie: Shahid Kapoor, actor indian
- 25 februarie: Łukasz Garguła, fotbalist polonez
- 25 februarie: Park Ji-Sung, fotbalist sud-coreean
- 26 februarie: Miguel (Miguel Tavares Veiga Pina), fotbalist portughez
- 28 februarie: Florent Serra, jucător de tenis francez
- 1 martie: William Power, pilot auto australian formula IndyCar
- 2 martie: Aline Lahoud, artistă libaneză
- 2 martie: Bryce Dallas Howard, actriță americană
- 2 martie: Florin Maxim, fotbalist român
- 3 martie: Eduard Stăncioiu, fotbalist român
- 3 martie: Cristina Scarlat, cântăreață din R. Moldova
- 3 martie: Cristian Hăisan, fotbalist român
- 3 martie: László Nagy, handbalist maghiar
- 6 martie: Teodor Dună, poet român
- 6 martie: Gorka Iraizoz, fotbalist spaniol
- 6 martie: Nasri (Nasri Tony Atweh), cântăreț canadian de origine palestiniană
- 7 martie: Mihai Ștețca, fotbalist român
- 7 martie: Liviu Iolu, jurnalist român
- 9 martie: Li Na, scrimeră chineză
- 10 martie: Samuel Eto'o, fotbalist camerunez
- 10 martie: Dan Tanasă, politician
- 11 martie: Annamari Dancs, cântăreață română
- 11 martie: David Anders (David Anders Holt), actor american
- 12 martie: Mayumi Ono, actriță japoneză
- 13 martie: Marele Duce George Mihailovici al Rusiei
- 13 martie: Milanko Rašković, fotbalist sârb
- 13 martie: Kim Nam-Gil, actor sud-coreean
- 13 martie: Vitali Kim, politician ucrainean
- 13 martie: Alin-Adrian Nica, politician român din Dudeștii Noi, județul Timis
- 15 martie: Young Buck, rapper american
- 15 martie: Brice Guyart, scrimer francez
- 17 martie: Liviu Vârciu, actor român
- 17 martie: Servet Çetin, fotbalist turc
- 17 martie: Nicky Jam, cântăreț american
- 18 martie: Octavian Chihaia, fotbalist român
- 19 martie: Kolo Touré, fotbalist ivorian
- 20 martie: Márcio Miranda Freitas Rocha da Silva, fotbalist brazilian
- 20 martie: Marcos Roberto Nascimento da Silva, fotbalist brazilian
- 20 martie: Stanislav Genciev, fotbalist bulgar
- 20 martie: Martin Živný, fotbalist ceh
- 22 martie: Mirel Rădoi, fotbalist și antrenor român
- 23 martie: Dan-Răzvan Rădulescu, muzeograf și politician român
- 24 martie: Valeria-Diana Schelean-Șomfelean, politician român
- 25 martie: Florentin Cruceru, fotbalist român
- 25 martie: Casey Neistat, youTuber american
- 26 martie: Jay Sean (n. Kamaljit Singh Jhooti), cântăreț, producător de discuri, cantautor și aranjator britanic

- Cacau, fotbalist german de origine braziliană
- Jessica Alba, actriță americană
- Anna Kournikova, jucătoare rusă de tenis
- Meghan Markle, actriță americană de film, Ducesă de Sussex, soția Prințului Harry

- 27 martie: Cacau (n. Jeronimo Maria Barreto Claudemir da Silva), fotbalist german de origine braziliană
- 27 martie: Jung Seung-hwa, scrimer sud-coreean
- 27 martie: Andrei-Valentin Sava, politician român
- 29 martie: Alexandru Cumpănașu, politician român
- 31 martie: Vlad Batrîncea, politician din R. Moldova
- 1 aprilie: Florin Zalomir, scrimer român
- 1 aprilie: Asli Bayram, actriță germană
- 2 aprilie: Coen Janssen, muzician olandez
- 3 aprilie: Éder José de Oliveira Bonfim, fotbalist brazilian
- 4 aprilie: Paul Codrea, fotbalist român
- 5 aprilie: George Galamaz, fotbalist român
- 9 aprilie: Nebojša Pavlović, fotbalist sârb
- 9 aprilie: Ireneusz Jeleń, fotbalist polonez
- 9 aprilie: Albin Pelak, fotbalist bosniac
- 11 aprilie: Alessandra Ambrosio, fotomodel brazilian
- 12 aprilie: Nicolás Burdisso, fotbalist argentinian
- 12 aprilie: Roman Prodius, maratonist din R. Moldova
- 13 aprilie: Florin Nohai, fotbalist român
- 14 aprilie: Raúl Bravo, fotbalist spaniol
- 17 aprilie: Hanna Pakarinen, cântăreață finlandeză
- 18 aprilie: Milan Jovanović, fotbalist sârb
- 19 aprilie: Hayden Christensen, actor canadian
- 20 aprilie: Ermal Meta, cântăreț italian de origine albaneză
- 22 aprilie: Jojo (Cătălina Alexandra Ionescu), actriță română
- 22 aprilie: Daniel Ghiță, boxer român
- 22 aprilie: Daniel-Florin Ghiță, politician
- 23 aprilie: Seka Aleksić, cântăreață sârbă
- 23 aprilie: Constantin-Stelian-Emil Moț, politician român
- 24 aprilie: Gualberto Campos, fotbalist venezuelean
- 24 aprilie: Costin Lazăr, fotbalist român
- 24 aprilie: Cristian Seidler, politician român
- 24 aprilie: Marcus Tulio Tanaka, fotbalist japonez
- 25 aprilie: Felipe Massa, pilot auto brazilian de Formula 1 și Formula E
- 25 aprilie: Nicu Popescu, politician moldovean
- 26 aprilie: Matthieu Delpierre, fotbalist francez
- 26 aprilie: Bogdan Aldea, fotbalist român
- 26 aprilie: Colince Ngaha Poungoue, fotbalist camerunez
- 26 aprilie: Mariana Ximenes, actriță braziliană
- 27 aprilie: Sandy Mölling, cântăreață germană
- 28 aprilie: Jessica Alba (Jessica Marie Alba), actriță americană de film
- 28 aprilie: Alex Riley, wrestler american
- 29 aprilie: Alex Vincent, actor american de film
- 30 aprilie: John O'Shea, fotbalist irlandez
- 30 aprilie: Cândido Costa, fotbalist portughez
- 30 aprilie: Diego Occhiuzzi, scrimer italian
- 30 aprilie: Adrian Olah, fotbalist român
- 30 aprilie: Kunal Nayyar, actor britanic
- 1 mai: Aliaksandr Hleb, fotbalist belarus
- 1 mai: Alexander Hleb, fotbalist bielorus
- 2 mai: Tiago Mendes, fotbalist portughez
- 2 mai: Maria Dinulescu, actriță română
- 2 mai: Cătălin Drulă, inginer software român
- 2 mai: Dragoș Soare, politician român din Slobozia, județul Ialomița
- 3 mai: Oana Chirilă, fotbalistă română
- 3 mai: Benoît Cheyrou, fotbalist francez
- 4 mai: Feyzula Senis, fotbalist român
- 5 mai: Ion Panait, luptător român
- 8 mai: Andrea Barzagli, jucător italian de fotbal
- 8 mai: Stephen Amell, actor canadian
- 8 mai: George Curcă, fotbalist român
- 8 mai: Claudiu Pândaru, jurnalist român
- 8 mai: Cristina-Camelia Rizea, politician
- 9 mai: Denis Pușilin, activist ucrainean
- 10 mai: Ersin Mehmedovic, fotbalist sârb
- 10 mai: Ersin Mehmedović, fotbalist bosniac
- 11 mai: Daisuke Matsui, fotbalist japonez
- 12 mai: Rami Malek, actor american
- 12 mai: Naohiro Ishikawa, fotbalist japonez
- 12 mai: Claudiu Manta, politician
- 15 mai: Patrice Evra, fotbalist francez de origine senegaleză
- 16 mai: Marius Niculae, fotbalist român
- 16 mai: Ricardo Costa, fotbalist portughez
- 17 mai: Leon Osman, fotbalist britanic
- 17 mai: Cosma Shiva Hagen, actriță germană
- 18 mai: Mahamadou Diarra, fotbalist malian
- 18 mai: Alfred-Laurentiu-Antonio Mihai, politician român
- 19 mai: Roberto Ayza, fotbalist brazilian
- 20 mai: Iker Casillas, fotbalist spaniol
- 22 mai: Jürgen Melzer, jucător de tenis austriac
- 23 mai: Elias Bazzi, fotbalist argentinian
- 23 mai: Călin Albuț, fotbalist român
- 24 mai: Liviu-Dumitru Voiculescu, politician român din Cungrea, județul Olt
- 26 mai: Răzvan Raț, fotbalist român
- 27 mai: Johan Elmander, fotbalist suedez
- 29 mai: Juliana Knust, actriță braziliană
- 29 mai: Andrei Arșavin, fotbalist rus
- 30 mai: Gianmaria Bruni, pilot auto italian de Formula 1
- 30 mai: Oleg Hromțov, fotbalist din R. Moldova
- 31 mai: Daniel Popescu (Nicolae Daniel Popescu), deputat român
- 31 mai: Diego Ciz, fotbalist uruguayan
- 31 mai: Daniele Bonera, jucător italian de fotbal
- 31 mai: Daniel Popescu, om politic, cercetător, manager, activist
- 1 iunie: Dorina Mihai, scrimeră română
- 2 iunie: Nikolai Davîdenko, jucător de tenis rus
- 2 iunie: Q14155798, scriitor suedez
- 4 iunie: Giourkas Seitaridis, fotbalist grec
- 5 iunie: Octavian Strunilă, actor român
- 6 iunie: Nicolae Dandiș, politician din R. Moldova
- 6 iunie: João Paulo Andrade, fotbalist portughez
- 7 iunie: Anna Kournikova, jucătoare rusă de tenis
- 7 iunie: Anna Kurnikova, jucătoare de tenis și model rusă
- 9 iunie: Natalie Portman, actriță israelo-americană
- 9 iunie: Sara Tommasi, actriță italiană
- 10 iunie: Dragan Gošić, fotbalist sârb
- 12 iunie: Nora Tschirner, actriță germană
- 12 iunie: Massimo Zappino, fotbalist brazilian
- 12 iunie: Klemen Lavrič, fotbalist sloven
- 13 iunie: Nuno Miguel Pereira Diogo, fotbalist portughez
- 13 iunie: Chris Evans, actor american
- 14 iunie: Elano (Elano Ralph Blumer), fotbalist brazilian
- 14 iunie: Steffen Hamann, baschetbalist german
- 14 iunie: Costin Adam, cântăreț și compozitor român de muzică rock

- Beyoncé, cântăreață, actriță, designer de modă, producătoare și dansatoare americană
- Serena Williams, jucătoare americană de tenis
- Britney Spears, cântăreață, dansatoare și actriță americană
- Marius Moga, cântăreț și compozitor român

- 17 iunie: Sorin Paraschiv, fotbalist român
- 18 iunie: Tiberiu Ghioane, fotbalist român
- 18 iunie: Marco Streller, fotbalist elvețian
- 19 iunie: Răzvan Pădurețu, fotbalist român
- 19 iunie: Sebastian Răducanu, politician
- 19 iunie: Mario Duplantier, muzician francez
- 21 iunie: Cristina Rus, cântăreață română de muzică dance/pop
- 24 iunie: Robert Iacob, fotbalist român
- 25 iunie: Dan Matei, fotbalist român
- 27 iunie: Rubén Castro, fotbalist spaniol
- 27 iunie: Eugen Tomac, politician român
- 27 iunie: Viorel Gheorghe, fotbalist român
- 28 iunie: Laurențiu Toma, handbalist român
- 29 iunie: Zsolt Szilágyi, fotbalist român
- 30 iunie: Alissa Jung, actriță germană
- 5 iulie: Cosmin Gabriel Popp, politician român
- 6 iulie: Roman Șirokov, fotbalist rus
- 7 iulie: Cristian Irimia, fotbalist român
- 7 iulie: Synyster Gates, muzician american
- 7 iulie: Iuliana Măceșeanu, scrimeră română
- 7 iulie: Bogdan-Alexandru Bola, politician
- 8 iulie: Anastasia Mîskina, jucătoare de tenis rusă
- 8 iulie: Keita Suzuki, fotbalist japonez
- 10 iulie: Cătălin-Ionuț Gârd, jucător de tenis român
- 10 iulie: Călin Moldovan, fotbalist român
- 11 iulie: Sergiu Litvinenco, jurist și politician din Republica Moldova
- 12 iulie: Constantin Codreanu, politician român
- 13 iulie: Cornel Coman, fotbalist român
- 13 iulie: Marius Bilașco, fotbalist român
- 15 iulie: Domen Beršnjak, fotbalist sloven
- 15 iulie: Alou Diarra, fotbalist francez
- 18 iulie: Elena Abramovici, handbalistă belarusă
- 18 iulie: Ricardo Gomes, fotbalist brazilian
- 19 iulie: Salim Ghazi Saeedi, muzician iranian
- 21 iulie: Victor Hănescu, jucător de tenis român
- 21 iulie: Paloma Faith, muziciană britanică
- 21 iulie: Joaquín (Joaquín Sánchez Rodríguez), fotbalist spaniol
- 21 iulie: Romeo Santos, cântăreț american
- 23 iulie: Susan Hoecke, actriță germană
- 25 iulie: Finn Balor, wrestler irlandez
- 25 iulie: Yūichi Komano, fotbalist japonez
- 26 iulie: Sebastian Sfârlea, fotbalist român
- 26 iulie: Maicon Douglas Sisenando, fotbalist brazilian
- 27 iulie: Iordan Todorov, fotbalist bulgar
- 28 iulie: Michael Carrick, fotbalist britanic
- 28 iulie: Alexandra Ungureanu, cântăreață română
- 28 iulie: Dinu Sânmărtean, fotbalist român
- 28 iulie: Cornel Cornea, fotbalist român
- 28 iulie: Iulia Albu, supermodel română
- 29 iulie: Fernando Alonso (Fernando Alonso Díaz), pilot auto spaniol de Formula 1
- 30 iulie: Maureen Nisima, scrimeră franceză
- 31 iulie: Ira Losco, cântăreață malteză
- 2 august: Vlad Miriță, cântăreț român
- 4 august: Megan Markle (Rachel Megan Markle), actriță americană de film, Ducesă de Sussex, soția Prințului Harry
- 6 august: Linda Maria Baros, poetă, traducătoare română
- 6 august: Daniel Bălașa, fotbalist român
- 6 august: Axel Moustache, actor român
- 6 august: Marin Dănuț Dumbravă, rugbist român
- 8 august: Roger Federer, jucător elvețian de tenis
- 8 august: Marian Constantinescu, fotbalist român
- 9 august: Ionuț Dan Ion, boxer român
- 10 august: Daniel Oprița, fotbalist român
- 12 august: Djibril Cissé, fotbalist francez
- 13 august: Marcel Spatari, politician moldovean
- 14 august: Kofi Kingston, wrestler american
- 16 august: Roque Santa Cruz, fotbalist paraguayan
- 17 august: Daniel Lupașcu, fotbalist român
- 17 august: Alexandru Bădoiu, fotbalist român
- 17 august: Daniel-Ionuț Bărbulescu, politician român
- 18 august: Dimitris Salpigidis, fotbalist grec
- 19 august: Cristina Bălan, cântăreață română
- 21 august: Don Miguelo, cântăreț dominican
- 21 august: Ryan Griffiths, fotbalist australian
- 23 august: Carlos Cuéllar, fotbalist spaniol
- 24 august: Weston Kelsey, scrimer american
- 24 august: Chad Michael Murray, actor american
- 25 august: Tudor Benga, antreprenor și politician român
- 25 august: Jean-Julien Rojer, jucător de tenis olandez
- 27 august: Maxwell Cabelino Andrade, fotbalist brazilian
- 27 august: Cristian Gog, iluzionist român
- 28 august: Steven Pelé, fotbalist francez
- 30 august: Dragoș Bucurenci, jurnalist român
- 31 august: Branko Baković, fotbalist sârb
- 1 septembrie: Chisato Morishita, actriță japoneză
- 2 septembrie: Radosław Zawrotniak, scrimer polonez
- 4 septembrie: Beyoncé (Beyoncé Giselle Knowles-Carter), cântăreață, actriță de film, designer de modă, dansatoare și producătoare americană
- 4 septembrie: Ali Gerba, fotbalist canadian de origine cameruneză
- 5 septembrie: Filippo Volandri, jucător de tenis italian
- 6 septembrie: Yuki Abe, fotbalist japonez
- 6 septembrie: Santiago Salcedo, fotbalist paraguayan
- 7 septembrie: Gökhan Zan, fotbalist turc
- 7 septembrie: Hannah Herzsprung, actriță germană
- 8 septembrie: Teruyuki Moniwa, fotbalist japonez
- 8 septembrie: Daiki Takamatsu, fotbalist japonez
- 10 septembrie: José Moreno Mora, fotbalist columbian
- 11 septembrie: Rajaa al-Sanea, scriitoare saudită
- 12 septembrie: Gabriel Crăciun, fotbalist român
- 12 septembrie: Jennifer Hudson, cântăreață americană
- 13 septembrie: Antonio López Guerrero, fotbalist spaniol
- 16 septembrie: Alexandra do Nascimento, handbalistă braziliană
- 16 septembrie: Simona Mușat, canotoare română
- 16 septembrie: Kimberly Alexis Bledel, actriță americană
- 18 septembrie: David Lafata, fotbalist ceh
- 20 septembrie: Siegfried Mureșan, economist și om politic român
- 20 septembrie: Feliciano López, jucător de tenis spaniol
- 22 septembrie: Joci Pápai, cântăreț maghiar
- 22 septembrie: Stelian Stancu, fotbalist român
- 22 septembrie: Koji Yamase, fotbalist japonez
- 24 septembrie: Ryan Briscoe, pilot auto australian de Formula 1 și Formula IndyCar
- 24 septembrie: Diana Rotaru, compozitoare română
- 26 septembrie: Serena Williams, jucătoare americană de tenis
- 26 septembrie: Jaime Penedo, fotbalist panamez
- 26 septembrie: Jaime Manuel Penedo Cano, fotbalist panamez
- 26 septembrie: Asuka, luptătoare de wrestling japoneză
- 27 septembrie: Andrej Pečnik, fotbalist sloven
- 28 septembrie: Willy Caballero, fotbalist argentinian
- 29 septembrie: Nam Hyun-hee, scrimeră sud-coreeană
- 29 septembrie: Shane Smeltz, fotbalist neozeelandez
- 30 septembrie: Raina, cântăreață bulgară
- 30 septembrie: Dominique Moceanu, sportivă (gimnastică artistică) americană
- 30 septembrie: Cecelia Ahern, romancieră irlandeză
- 30 septembrie: Dana Plotogea, biatlonistă din România
- 1 octombrie: Júlio Baptista, fotbalist brazilian
- 1 octombrie: Satoshi Otomo, fotbalist filipinez
- 3 octombrie: Zlatan Ibrahimović, fotbalist suedez de origine bosniaco-croată
- 3 octombrie: Andreas Isaksson, fotbalist suedez
- 3 octombrie: Emil Lassaria, dJ român
- 4 octombrie: Andrei Mațiura, fotbalist din R. Moldova
- 6 octombrie: Mikael Dorsin, fotbalist suedez
- 7 octombrie: Viorel Mardare, regizor din R. Moldova (d. 2019)
- 7 octombrie: Issa Ba, fotbalist senegalez
- 7 octombrie: Vladimir Letnicov, atlet din R. Moldova
- 8 octombrie: Răzvan Dâlbea, fotbalist român
- 9 octombrie: Alexandru Namașco, fotbalist din R. Moldova
- 9 octombrie: Rafał Murawski, fotbalist polonez
- 9 octombrie: Ryoichi Maeda, fotbalist japonez
- 11 octombrie: István Téglás, actor român
- 14 octombrie: Mihai Morar, prezentator de televiziune român
- 17 octombrie: Emil Nanu, fotbalist român
- 19 octombrie: Viorel Simion, boxer român
- 19 octombrie: Iván Navarro, jucător de tenis spaniol
- 19 octombrie: Heikki Kovalainen, pilot auto finlandez de Formula 1
- 19 octombrie: István-Loránt Antal, politician
- 20 octombrie: Francisco Javier Rodríguez, fotbalist mexican
- 20 octombrie: Dimitris Papadopoulos, fotbalist grec
- 21 octombrie: Nemanja Vidić, fotbalist sârb
- 24 octombrie: Jemima Rooper, actriță britanică
- 24 octombrie: Choi Byung-chul, scrimer sud-coreean
- 25 octombrie: Shaun Wright-Phillips, fotbalist englez
- 26 octombrie: Gheorghe Boghiu, fotbalist din R. Moldova
- 27 octombrie: Volkan Demirel, fotbalist turc
- 28 octombrie: Milan Baroš, fotbalist ceh
- 29 octombrie: Amanda Beard, înotătoare americană
- 30 octombrie: Nico Christ, jucător de tenis de masă german
- 30 octombrie: Lavinia-Corina Abu-Amra, politiciană română
- 30 octombrie: Ivanka Trump, femeie de afaceri americană, vedetă, fotomodel, fiica lui Donald Trump
- 30 octombrie: Gianna Jun, actriță sud-coreeană
- 31 octombrie: Hitomi Sato, cântăreață japoneză
- 31 octombrie: Eugen Matiughin, fotbalist din R. Moldova
- 1 noiembrie: Ionuț Bâlbă, fotbalist român
- 1 noiembrie: Davide Martello, pianist german
- 1 noiembrie: Thiago Fragoso, actor brazilian
- 3 noiembrie: Diego López, fotbalist spaniol
- 3 noiembrie: Rodrigo Millar, fotbalist chilian
- 4 noiembrie: Bogdan Cotolan, fotbalist român
- 6 noiembrie: Michaela Niculescu, actriță română (d. 2013)
- 8 noiembrie: Joe Cole, fotbalist britanic
- 9 noiembrie: Cosmin Radu, jucător român de polo
- 11 noiembrie: Guillaume, Mare Duce Ereditar de Luxembourg, moștenitorul coroanei Luxemburgului
- 13 noiembrie: Adrian Dragoș Iordache, fotbalist român
- 13 noiembrie: Vladimir Božović, fotbalist muntenegrean
- 13 noiembrie: Mariko Daouda, fotbalist ivorian
- 15 noiembrie: Roxana Postelnicu, muziciană română
- 15 noiembrie: Diego Gaúcho, fotbalist brazilian
- 16 noiembrie: Kate Miller-Heidke, cântăreață australiană
- 17 noiembrie: Alina Pușcău, actriță română
- 18 noiembrie: Vittoria Puccini, actriță italiană
- 18 noiembrie: Maggie Stiefvater, scriitoare americană
- 20 noiembrie: Cornel Donici, cântăreț român
- 21 noiembrie: Jonas Neubauer, jucător american de Tetris (d. 2021)
- 22 noiembrie: Seweryn Gancarczyk, fotbalist polonez
- 22 noiembrie: Ska Keller, politiciană germană
- 24 noiembrie: Celina Jaitley, actriță indiană
- 25 noiembrie: Xabi Alonso, fotbalist spaniol
- 26 noiembrie: Adrian Ilie, fotbalist român
- 27 noiembrie: Tom Hurndall, fotograf britanic (d. 2004)
- 27 noiembrie: Bruno Alves, fotbalist portughez
- 28 noiembrie: Erick Rowan, wrestler american
- 30 noiembrie: Carmen Topciu, cântăreață română
- 30 noiembrie: Adrian Gheorghiu, fotbalist român
- 1 decembrie: Nora von Waldstätten, actriță austriacă
- 2 decembrie: Britney Spears (Britney Jean Spears), cântăreață, dansatoare și actriță americană
- 2 decembrie: Danijel Pranjić, fotbalist croat
- 3 decembrie: David Villa, fotbalist spaniol
- 6 decembrie: Federico Balzaretti, fotbalist italian
- 7 decembrie: Marko Ljubinković, fotbalist sârb
- 11 decembrie: Javier Saviola, fotbalist argentinian
- 11 decembrie: Zacky Vengeance, muzician american
- 11 decembrie: Mohamed Zidan, fotbalist egiptean
- 14 decembrie: Mihaela Ani-Senocico, handbalistă română
- 15 decembrie: Roman Pavliucenko, fotbalist rus
- 15 decembrie: Najoua Belyzel, cântăreață franceză
- 16 decembrie: Joshua Rose, fotbalist australian
- 17 decembrie: Tim Wiese, fotbalist german
- 19 decembrie: Marian Crușoveanu, politician
- 20 decembrie: Marek Matějovský, fotbalist ceh
- 21 decembrie: Ricardo Cadú, fotbalist portughez
- 22 decembrie: Megumi Yasu, actriță japoneză
- 22 decembrie: Rodica Boancă, politician
- 27 decembrie: Emilie de Ravin, actriță australiană
- 28 decembrie: Khalid Boulahrouz, fotbalist olandez
- 29 decembrie: Shizuka Arakawa, sportivă (patinaj artistic) japoneză
- 30 decembrie: Marius Moga, cântăreț și compozitor român
- 30 decembrie: Cédric Carrasso, fotbalist francez

## Decese

### Ianuarie
- 1 ianuarie: Sir Anthony Esmonde, 81 ani, al 15-lea Baronet, politician irlandez (n. 1899)
- 16 ianuarie: Cornel Coman, 44 ani, actor român (n. 1936)
- 17 ianuarie: Romulus Dimitriu, 88 ani, militar român (n. 1892)
- 19 ianuarie: Catinca Ralea, 51 ani, realizatoare română de emisiuni radio-TV (n. 1929)
- 21 ianuarie: Cuth Harrison, 74 ani, pilot britanic de Formula 1 (n. 1906)
- 25 ianuarie: Lobsang Rampa (n. Cyril Henry Hoskin), 70 ani, scriitor britanic (n. 1910)

### Februarie
- 1 februarie: Aleksandra Beļcova, 88 ani, artistă rusă (n. 1892)
- 6 februarie: Frederica de Hanovra, 63 ani, soția regelui Paul I al Greciei (n. 1917)
- 8 februarie: Iosif Șilimon, inginer aerospațial, român (n. 1918)
- 14 februarie: Vasile Maciu, 76 ani, istoric român (n. 1904)
- 28 februarie: Nicolae Penescu, 84 ani, politician român (n. 1897)

### Martie
- 10 martie: Max Delbrück, 74 ani, biofizician și genetician germano-american (n. 1906)
- 27 martie: Mao Dun, 84 ani, scriitor chinez (n. 1896)
- 29 martie: David Prophet, 43 ani, pilot britanic de Formula 1 (n. 1937)

### Aprilie
- 3 aprilie: Lola Schmierer Roth, pictoriță română (n. 1893)
- 11 aprilie: Bob Marley, muzician jamaican (n. 1945)
- 14 aprilie: Sergio Amidei, scenarist italian (n. 1904)
- 23 aprilie: Zoltán Zelk, scriitor maghiar (n. 1906)
- 26 aprilie: Jim Davis, actor american (n. 1909)
- 28 aprilie: Steve Currie, muzician britanic (n. 1947)

### Mai
- 4 mai: Paul Eliot Green, dramaturg american (n. 1894)
- 10 mai: Octav Doicescu, arhitect român (n. 1902)
- 11 mai: Bob Marley (Robert Nesta Marley), 36 ani, muzician jamaican (n. 1945)
- 11 mai: Odd Hassel, chimist norvegian (n. 1897)
- 18 mai: William Saroyan, scriitor american (n. 1908)
- 27 mai: George O. Smith, scriitor american (n. 1911)
- 28 mai: Stefan Wyszyński, preot catolic polonez (n. 1901)
- 29 mai: Árpád Thierjung, fotbalist român (n. 1914)
- 30 mai: Ziaur Rahman, politician din Bangladesh (n. 1936)
- 31 mai: Gyula Lóránt, fotbalist maghiar (n. 1923)

### Iunie
- 3 iunie: Ladislau Banyai, jurnalist român (n. 1907)
- 11 iunie: Justina Băluțeanu, interpretă română (n. 1923)
- 15 iunie: Ben Corlaciu, jurnalist român (n. 1924)
- 21 iunie: Alberto Suppici, fotbalist uruguayan (n. 1898)
- 24 iunie: Nikita Salogor, politician din R. Moldova (n. 1901)
- 28 iunie: Terry Fox, atlet și activist canadian (n. 1958)

### Iulie
- 1 iulie: Marcel Breuer, 79 ani, arhitect american de origine maghiară (n. 1902)
- 1 iulie: Aurel Vijoli, economist român (n. 1902)
- 4 iulie: Isao Kimura, actor japonez (n. 1923)
- 12 iulie: Maria Andreescu, susținătoare română a mișcării de rezistență din Muscel (n. 1923)
- 16 iulie: Ioan Duma, preot catolic român (n. 1896)
- 17 iulie: Nicolae Dragomir, general român (n. 1898)
- 20 iulie: János Rajz, actor maghiar (n. 1907)
- 20 iulie: Constantin Humis, fotbalist grec (n. 1913)
- 23 iulie: Lazar Lusternik, matematician rus (n. 1899)
- 27 iulie: Paul Brunton, filosof britanic (n. 1898)
- 31 iulie: Ladislau Raffinsky, fotbalist român (n. 1905)
- 31 iulie: Ioachim Moldoveanu, fotbalist român (n. 1913)

### August
- 1 august: Jan Batory, regizor și scenarist polonez (n. 1921)
- 4 august: Melvyn Douglas, actor american (n. 1901)
- 4 august: Yaakov Shabtai, scriitor israelian (n. 1934)
- 6 august: José Suárez, actor spaniol (n. 1919)
- 10 august: Nicolae Pura, cleric român unit (n. 1913)
- 17 august: Mariama Bâ, scriitoare senegaleză (n. 1929)
- 20 august: Cosma Brașoveanu, actor român (n. 1935)
- 22 august: Sașa Pană (n. Alexandru Binder), 79 ani, scriitor român de origine evreiască (n. 1902)
- 28 august: Paul Anspach, 99 ani, scrimer olimpic belgian (n. 1882)
- 28 august: Béla Guttmann, 82 ani, fotbalist (mijlocaș) și antrenor de fotbal maghiar de origine evreiască (n. 1899)
- 30 august: Mohammad Javad, politician iranian (n. 1933)
- 30 august: François Seydoux de Clausonne, diplomat francez (n. 1905)

### Septembrie
- 1 septembrie: Albert Speer, arhitect german, ministru al armamentelor și producției de război pentru Germania nazistă (n. 1905)
- 6 septembrie: Lucas Demare, regizor de film argentinian (n. 1910)
- 8 septembrie: Hideki Yukawa, 74 ani, fizician japonez, laureat al Premiului Nobel (1949), (n. 1907)
- 12 septembrie: Eugenio Montale, 84 ani, scriitor italian, laureat al Premiului Nobel (1975), (n. 1896)
- 17 septembrie: Octavian Luchian, scriitor român (n. 1903)
- 28 septembrie: Aloysius Tăutu, 85 de ani, istoric român (n. 1895)
- 28 septembrie: Aloisie Tăutu, istoric român (n. 1895)

### Octombrie
- 6 octombrie: Anwar Sadat (n. Muhammad Anwar Al-Sadat), 62 ani, al 3-lea președinte al Egiptului (1970-1981), laureat al Premiului Nobel (1978), (n. 1918)
- 6 octombrie: Elemér Kocsis, fotbalist român (n. 1910)
- 12 octombrie: Agatha Bacovia, soția lui George Bacovia (n. 1895)
- 13 octombrie: Philippe Étancelin, pilot francez de Formula 1 (n. 1896)
- 16 octombrie: Moshe Dayan, general și politician israelian (n. 1915)
- 19 octombrie: Dan Coe, 40 ani, fotbalist român (n. 1941)
- 26 octombrie: Junzaburō Ban, actor japonez (n. 1910)

### Noiembrie
- 3 noiembrie: Edvard Kocbek, scriitor sloven (n. 1904)
- 5 noiembrie: Kunio Watanabe, regizor de film japonez (n. 1899)
- 5 noiembrie: Isidora Constantinovici-Hein, pictoriță română (n. 1889)
- 10 noiembrie: Sergiu Al-George, filolog și orientalist român (n. 1922)
- 15 noiembrie: Walter Heitler, fizician german (n. 1904)
- 16 noiembrie: William Holden, actor american (n. 1918)
- 19 noiembrie: Traian Ionașcu, jurist român (n. 1897)

### Decembrie
- 8 decembrie: Ion Dacian, cântăreț de operă român (n. 1911)
- 13 decembrie: Anders Österling, poet suedez (n. 1884)
- 17 decembrie: Mehmet Shehu, politician albanez (n. 1913)
- 21 decembrie: Dragoș Vicol, scriitor român (n. 1920)
- 23 decembrie: Noël Bernard, 56 ani, jurnalist român de origine evreiască (n. 1925)
- 25 decembrie: Gheorghe Mihoc, matematician român (n. 1906)
- 29 decembrie: Miroslav Krleža, scriitor croat (n. 1893)
- 31 decembrie: Constantin Rădulescu, fotbalist român (n. 1896)

### Nedatate
- Nicolae Massim, 72 ani, actor, regizor român (n. 1909)

## Premii Nobel
- Fizică: Nicolaas Bloembergen (SUA), Arthur Leonard Schawlow (SUA), Kai Manne Siegbahn (Suedia)
- Chimie: Kenichi Fukui (Japonia), Roald Hoffmann (SUA)
- Medicină: Roger W. Sperry (SUA), David H. Hubel (Canada), Torsten N. Wiesel (Suedia)
- Literatură: Elias Canetti (Regatul Unit)
- Pace: Oficiul Înaltului Comisar pentru Refugiați ai Națiunilor Unite